# Државни архив Србије
Државни архив Србије је институција која чува и штити архивску грађу насталу радом државних органа и институција Србије до краја 1918. године, архивску грађу из времена Другог светског рата и послератног периода, као и личне и породичне фондове и збирке.

## Оснивање Архива Србије
Идеја о оснивању институције која би сакупљала и чувала документа настала радом државних органа у Србији, први пут је у јавности изнета 1847. године. Неколико деценија касније, доношењем Закона о Државној Архиви, 2/14. децембра 1898, основан је Архив Србије, а са радом је започео 1900. године. Оснивачи су били Ј. Н. Ивковић, др М. Гавриловић, М. Ранчић и М. К. Борисављевић.
У току постојања, његов званичан назив мењан је више пута: од 1900. до 1918. године носио је име Државна Архива Краљевине Србије, од 1918. до 1945. године Државна Архива, од 1945. до 1948. године Државна Архива Федеративне Народне Републике Југославије, од 1948. до 1958. године Државна Архива Народне Републике Србије, од 1958. до 1969. године Државни Архив НР Србије. Године 1969. године добио је назив Архив Србије, који је остао непромењен до 2021. Од 2. фебруара 2021. зове се Државни архив Србије.

## Грађа Архива Србије
Архив Србије чува око 10.000 дужних метара архивске грађе, разврстане у 972 фонда и 51 збирку. 
Према времену настанка, целокупна архивска грађа подељена је на две основне целине – стари и нови период. Стари период обухвата архивску грађу насталу до краја 1918. године, а нови период архивску грађу из времена Другог светског рата и периода након рата. Најстарији фонд који се чува у Архиву Србије, а који је настао на територији Србије је Књажевска канцеларија са архивском грађом од 1815. до 1839. године.
Поред архивских фондова државних органа и установа, Архив Србије чува и личне и породичне фондове и збирке државника, политичара, научника, књижевника, културних и јавних радника и других значајних личности Србије.

### Дечанска повеља
Најстарији фондови Архива Србије углавном потичу из 19. века. Фонд од изузетног и великог значаја је фонд Привилеговане српске општине у Будиму у ком се налази грађа од 1696. године, а најстарији документ који се чува у Архиву Србије је Дечанска повеља из 1330. године.

## Зграда Архива Србије
Зграда Државног архива подигнута је 1928. године према пројекту архитекте Николаја Краснова, руског емигранта, запосленог у архитектонском одељењу Министарства грађевина Краљевине СХС/Југославије. Подигнута је као једноспратно монументално здање, у основи изведено у облику обрнуто постављеног слова „Т”, са главним, попречним трактом окренутим Карнегијевој улици, и подужним управљеним ка дворишној страни. У главном, попречном крилу објекта Краснов је сместио радне и административне просторије, док је подужни део зграде, окренут дворишту смислено наменио њеним депоима.
Архив Србије је 20. фебруара 2014. године одликован од стране Српске Православне цркве, Орденом Светог Саве првог степена.